# Mairengo
Mairengo (in dialetto ticinese Mairéngh) è una frazione di 488 abitanti del comune svizzero di Faido, nel Canton Ticino (distretto di Leventina).

## Geografia fisica
Mairengo è situato sul lato sinistro della Valle Leventina.

## Storia

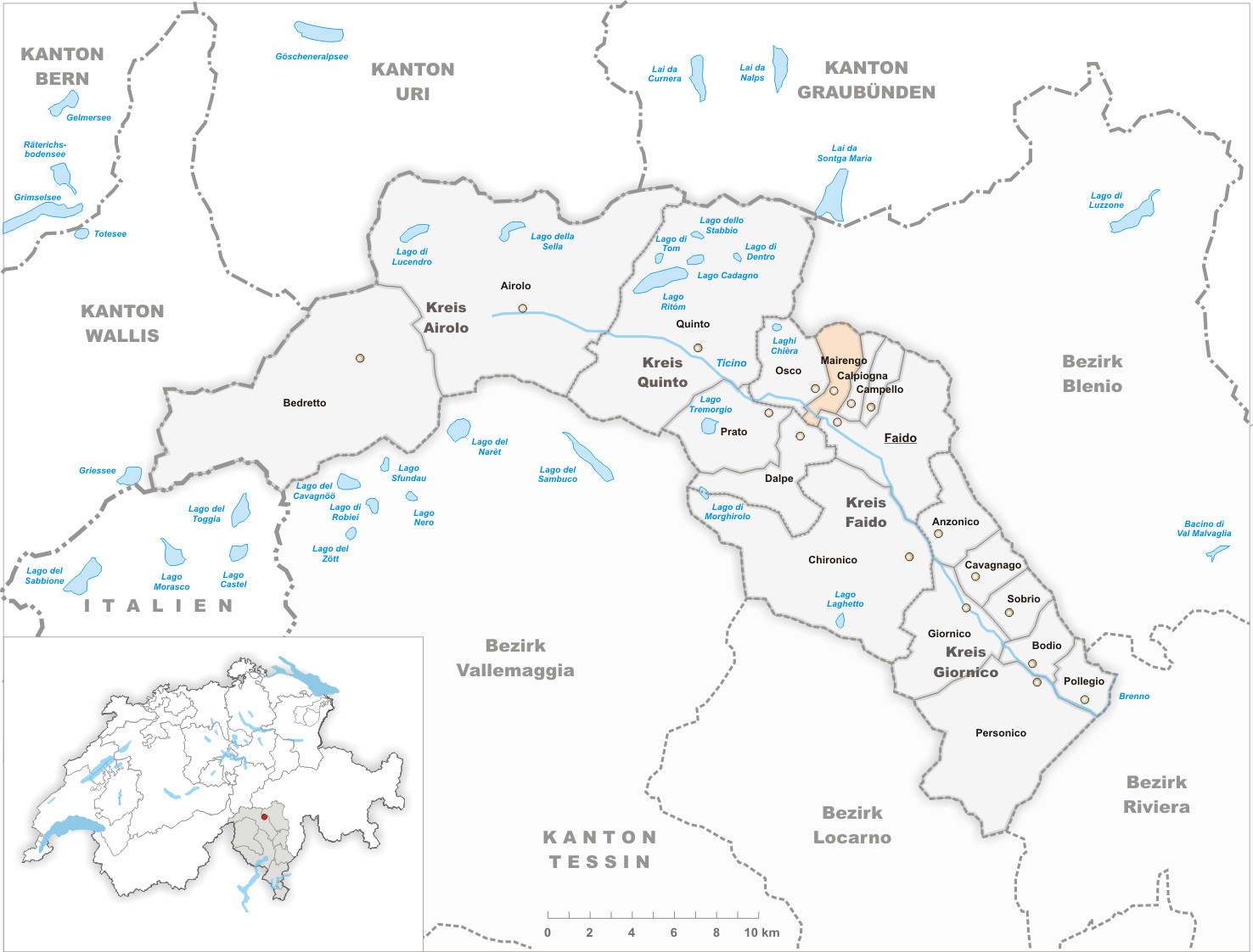
Il territorio del comune di Mairengo prima degli accorpamenti comunali del 2012

Già comune autonomo che si estendeva per 6,6 km², nel 2012 è stato accorpato al comune di Faido assieme agli altri comuni soppressi di Anzonico, Calpiogna, Campello, Cavagnago, Chironico e Osco. La fusione è stata decisa con la votazione popolare del 25 settembre 2011 e con 78 voti favorevoli e 54 contrari.

## Monumenti e luoghi d'interesse
- Chiesa parrocchiale di San Siro, attestata nel 1171[1][2];
- Oratorio dei Santi Barnaba e Matteo in località Tarnolgio, risalente forse al XVII secolo[senza fonte].

## Società

### Evoluzione demografica
L'evoluzione demografica è riportata nella seguente tabella:
Abitanti censiti

## Amministrazione
Ogni famiglia originaria del luogo fa parte del cosiddetto comune patriziale e ha la responsabilità della manutenzione di ogni bene ricadente all'interno dei confini della frazione.